# Pfarrkirche Rüstorf

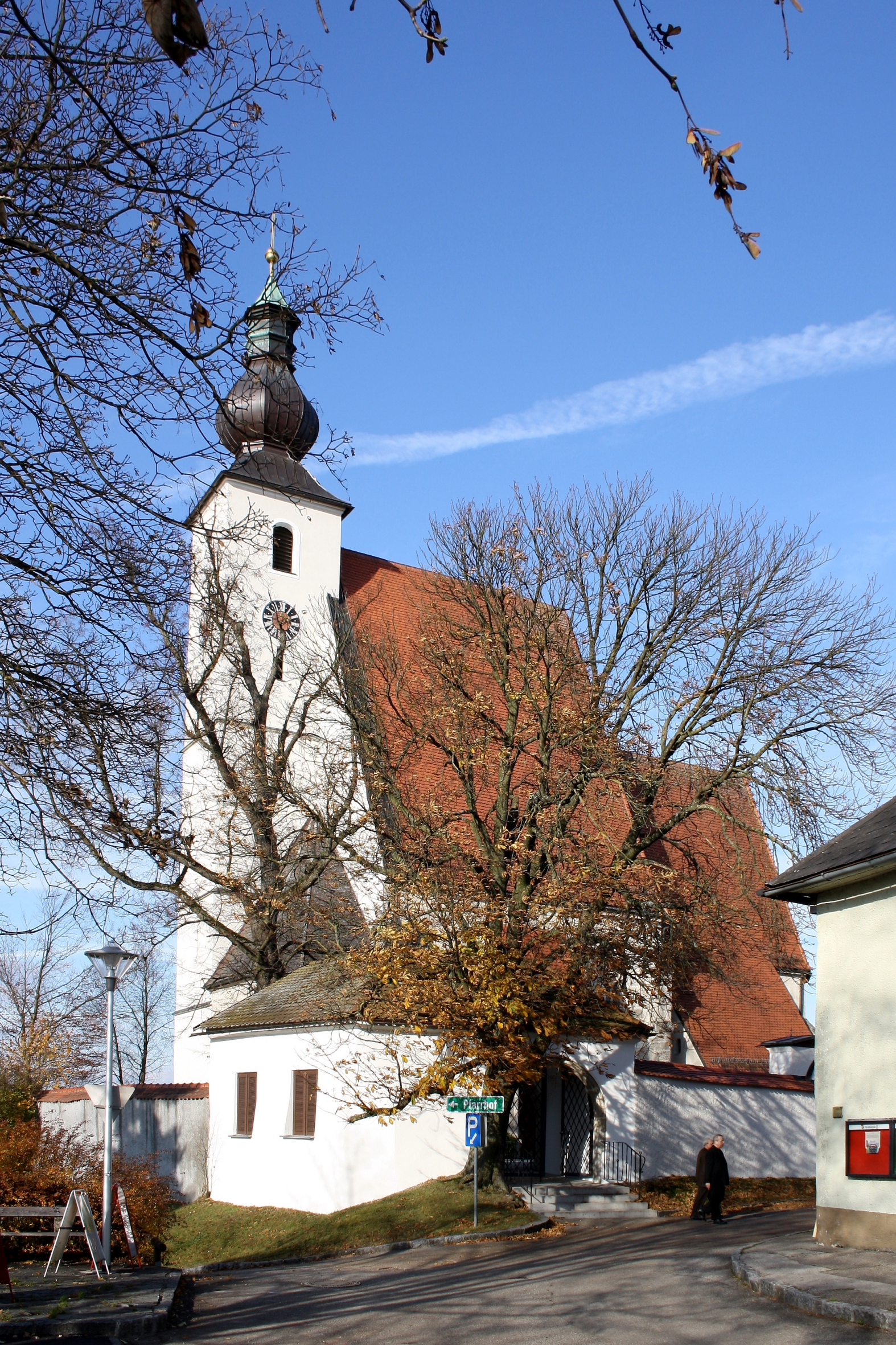
Kath. Pfarrkirche Mariä Namen in Rüstorf

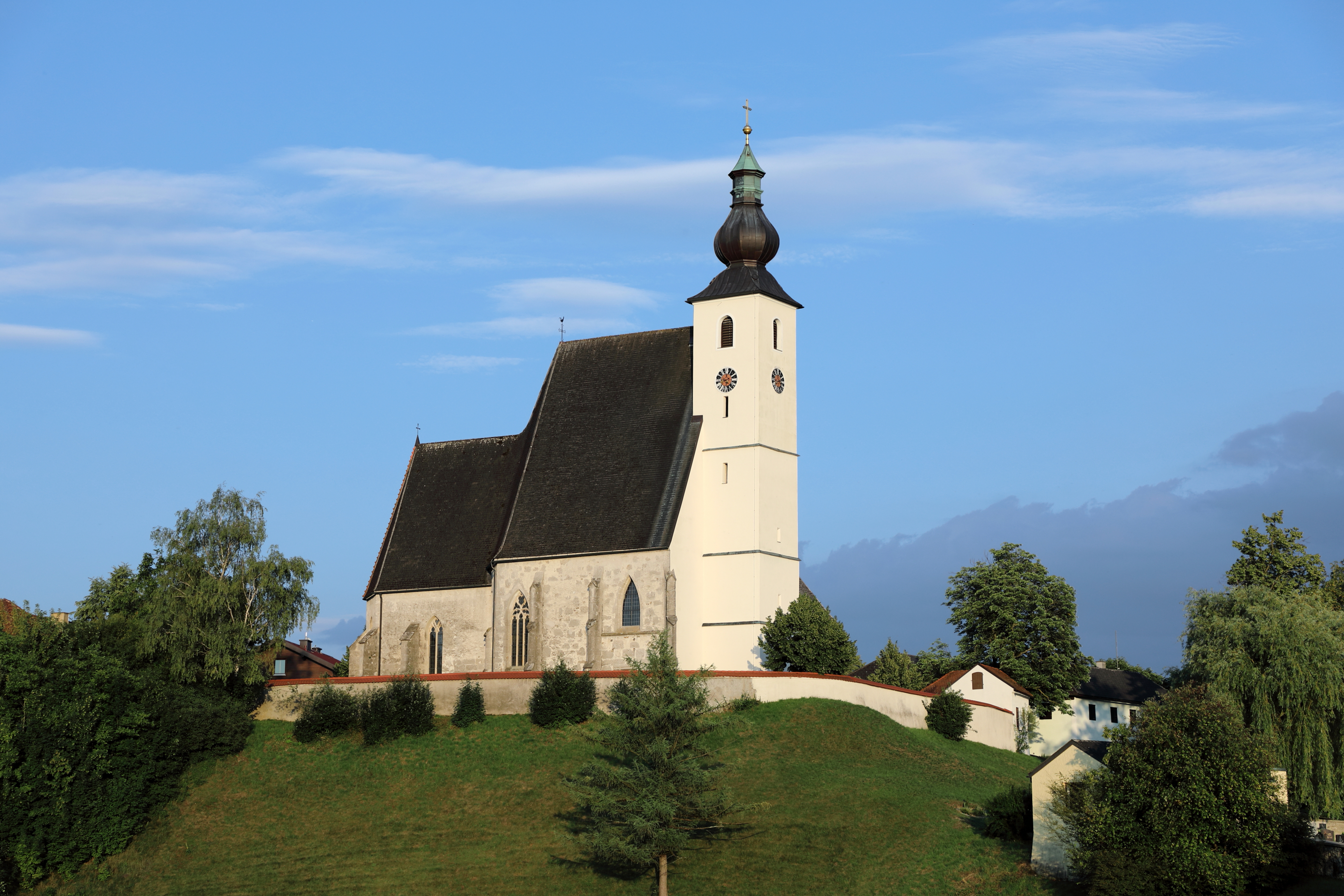
Nordwestansicht der Pfarrkirche

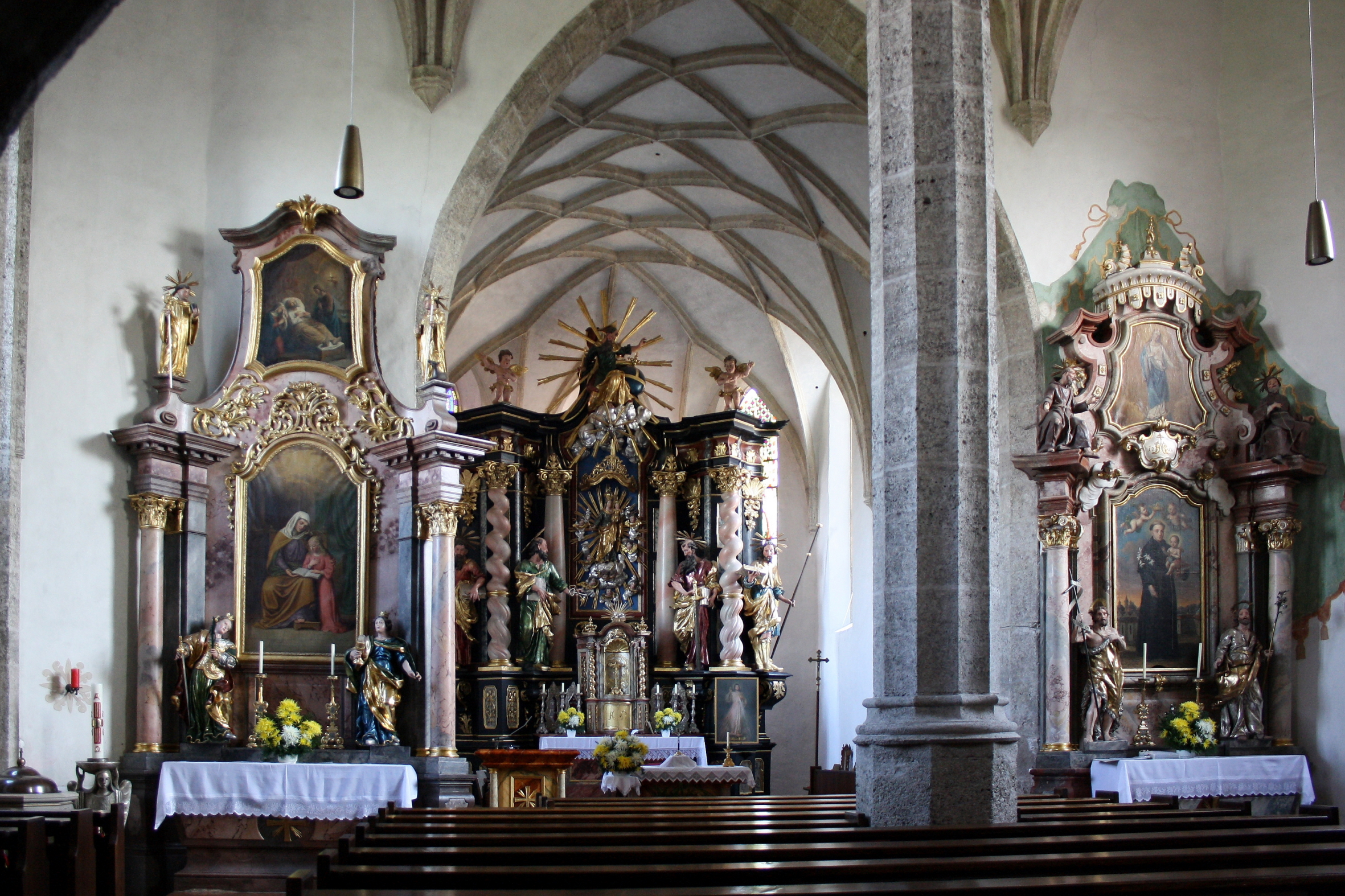
Im Langhaus mit gekehlter Achtecksäule zum Chor

Die römisch-katholische Pfarrkirche Rüstorf steht im Ort Rüstorf in der Gemeinde Rüstorf im Bezirk Vöcklabruck in Oberösterreich. Die auf Mariä Namen geweihte Kirche gehört zum Dekanat Schwanenstadt in der Diözese Linz. Die Kirche und der Friedhof stehen unter Denkmalschutz.

## Geschichte
Bereits 1348 dürfte sich in Rüstorf eine Filialkirche von Schwanenstadt befunden haben. 1784 wurde Rustorf im Zuge der Josephinische Kirchenreform zu einer eigenständigen Pfarre und damit die Filialkirche zu einer Pfarrkirche erhoben.
Die gotische Kirche wurde um 1520 erbaut. Im 18. Jahrhundert wurde die Kirche im barocken Stil ausgestattet (Hochaltar und Antonius-Altar). Mitte des 19. Jahrhunderts erfolgte die Aufstellung des dem Antonius-Altar gegenüberliegenden Anna-Altars.

## Architektur
Das spätgotische zweischiffige dreijochige fast quadratische Langhaus einer Hallenkirche mit abgeschrägten östlichen Ecken hat Netzrippengewölbe mit unterschiedlichen Netzkonfigurationen, im Südschiff mit gegenständigen dreieckigen Jochen. Die gekehlten Achteckpfeiler stehen in den Fensterachsen. Der eingezogene dreijochige netzrippengewölbte Chor schließt mit einem Dreiachtelschluss. Die vierachsige gebrochene Westempore mit einem gegenständigen Netzrippengewölbe hat eine Maßwerkbrüstung.

## Ausstattung
Der mächtige Hochaltar um 1730 trägt bemerkenswerte Statuen.